# Morgen (de volgende dag)
Morgen is vanuit het actuele tijdstip (het nu) de dag die hierna om 12 uur 's nachts begint. In de 24-uurstijdsindeling begint een nieuwe dag om 0:00:00 en eindigt deze om 23:59:59.
Vanuit een niet-actueel tijdstip wordt meestal gesproken van de dag daarop of daarna. De dag na morgen heet overmorgen, die dag daarna over-overmorgen of overovermorgen.
Voorbeelden:
- Morgen gaan we naar de dierentuin.
- Komende donderdag is hij jarig en de dag daarop gaan we naar de dierentuin.

## Andere talen
In andere talen wordt morgen vaak ook voor de nabije toekomst gebruikt, dus niet per se de volgende dag. Een Fransman die demain zegt, bedoelt vaak een dag verderop in de week, wat morgen kan zijn, maar ook overmorgen.